# Theodor Storm (Radsportler)
Theodor Storm (* 31. März 2005 in Roskilde) ist ein dänischer Radrennfahrer, der auf Straße und Bahn aktiv ist.

## Sportlicher Werdegang
Bereits als Junior machte Storm auf sich aufmerksam. Neben mehreren Tageserfolgen auf internationaler Ebene kam er 2022 und 2023 wiederholt unter die Top 10 der Gesamtwertung bei verschiedenen Rundfahrten, unter anderem als Dritter und Zweiter beim Grand Prix Rüebliland und als Siebter beim Course de la Paix Juniors 2023. Bei den Straßenradsport-Weltmeisterschaften 2023 belegte er den fünften Platz im Straßenrennen der Junioren. Noch als Junior im Alter von 17 Jahren wurde er bei den Bahnradsport-Europameisterschaften 2023 für das dänische Team im Madison und in der Mannschaftsverfolgung eingesetzt.
Mit dem Wechsel in die U23 sollte Storm in der Saison 2024 zunächst ein Jahr für das dänische UCI Continental Team ColoQuick fahren, im Dezember 2023 erhielt er jedoch direkt einen Vertrag beim UCI WorldTeam Ineos Grenadiers. Seine ersten Erfolge in der Elite erzielte er auf der Bahn: 2023 wurde er dänischer Meister im Madison, im Januar 2024 gewann er bei den Europameisterschaften zusammen mit Michael Mørkøv die Bronzemedaille im Madison.
Nach den Europameisterschaften teilte Storm im März 2024 in einem Post mit, dass er sich nach einem Wettkampf mit der Nationalmannschaft unwohl fühlte, sich aber auf dem Weg der Besserung befindet. Letztendlich hatte er in der Straßensaison keinen einzigen Renneinsatz für Ineos Grenadiers. Im Dezember 2024 machte er öffentlich, dass er am Guillain-Barré-Syndrom erkrankt war und mehrere Monate im Krankenhaus verbracht hatte. 2025 kehrt er zunächst mit dem Team Lotto Kern-Haus PSD Bank, ab 2025 Development-Team von Ineos-Grenadiers, in den Radrennsport zurück.

## Erfolge

### Straße
2022
- eine Etappe, Nachwuchs- und Punktewertung Aubel-Thimister-Stavelot

2023
- Omloop van Borsele Junior
- eine Etappe Grand Prix Rüebliland
- Bergwertung Saarland Trofeo

### Bahn
2022
- Dänischer Meister (Junioren) – Madison und Mannschaftsverfolgung

2023
- Dänischer Meister – Madison (mit Lasse Leth)

2024
- Europameisterschaften – Madison (mit Michael Mørkøv)